# Cardamomo-verdadeiro
O Cardamomo é uma planta cujo nome científico é Elettaria cardamomum. Originário da Índia, o cardamomo chegou à Europa com as rotas das caravanas e seguiu com os viquingues de Constantinopla à Escandinávia onde é popular.
A planta é da família do gengibre, com folhas grandes, flores brancas e frutos secos de cor esverdeada ou branca contendo sementes negras e aromáticas de sabor picante, que podem ser transformadas em pó ou em óleo.
Tem propriedades antissépticas, digestivas, diuréticas, expectorantes e laxantes. Não deve ser consumido em altas doses, pois pode provocar vômitos.

## Usos culinários
As sementes de cardamomo são consumidas no café nos países árabes ("Arabian coffee"). Na Índia, no Líbano, na Síria, nos países do Golfo (baharat) e na Etiópia (berbere) é um componente essencial de misturas de especiarias. Também é aproveitado para aromatizar pães, carnes, pastéis, pudins, doces, salada de frutas, sorvetes, embutidos e licores. Fica bom ainda em maçãs assadas, peras escalfadas, entre outros. Combina em marinada e no vinho. Também em picles e no arenque em conserva.

## Sementes
As vagens contêm, cada uma, entre 15 e 20 pequenas sementes pretas ou marrom-escuras e viscosas. As vagens inteiras, levemente partidas, são usadas como tempero em arroz, ensopados e carnes refogadas lentamente.  As sementes podem ser fritas ou tostadas e moídas antes de adicionadas ao alimento.
A semente do cardamomo serve bem com alcaravia, pimenta-malagueta, canela, cravo-da-índia, café, coentro, cominho, gengibre, paprica, pimenta-do-reino, açafrão e iogurte.